# Tournoi de clôture du championnat de Bolivie de football 2016
Navigation
Tournoi précédent Tournoi suivant
Le tournoi de clôture de la saison 2016 du Championnat de Bolivie de football est le second tournoi semestriel de la quarante-deuxième édition du championnat de première division en Bolivie. Les douze équipes sont regroupées au sein d'une poule unique où elles s'affrontent deux fois, à domicile et à l'extérieur.
C'est le Club Deportivo Jorge Wilstermann qui remporte le tournoi Clôture après avoir terminé en tête du classement final, avec six points d'avance sur The Strongest La Paz et huit sur Universitario de Sucre. Il s'agit du douzième titre de champion de Bolivie de l'histoire du club.

## Qualifications continentales
Les trois premiers du classement cumulé des tournois Ouverture et Clôture se qualifient pour la Copa Libertadores 2017 tandis que les quatre formations suivantes (de la 4e à la 7e place) joueront la Copa Sudamericana 2017. Si un club remporte les tournois Ouverture et Clôture, il récupère la place en Copa Sudamericana du 7e.

## Les clubs participants
| - Nacional Potosi - Club Petrolero - Oriente Petrolero - Club Bolívar - Club Blooming - Universitario de Sucre | - Club Deportivo San José - Real Potosi - Club Deportivo Jorge Wilstermann - The Strongest La Paz - Club Atlético Ciclón - Sport Boys Warnes |

## Compétition
Le barème utilisé pour établir l'ensemble des classements est le suivant :
- Victoire : 3 points
- Match nul : 1 point
- Défaite : 0 point

### Classement
| Rang | Équipe                           | Pts | J  | G  | N  | P  | Bp | Bc | Diff |
| ---- | -------------------------------- | --- | -- | -- | -- | -- | -- | -- | ---- |
| 1    | Club Deportivo Jorge Wilstermann | 44  | 22 | 13 | 5  | 4  | 39 | 28 | +11  |
| 2    | The Strongest La Paz             | 38  | 22 | 11 | 5  | 6  | 36 | 24 | +12  |
| 3    | Universitario de Sucre           | 36  | 22 | 9  | 9  | 4  | 38 | 26 | +12  |
| 4    | Nacional Potosí                  | 34  | 22 | 10 | 4  | 8  | 38 | 32 | +6   |
| 5    | Oriente Petrolero                | 34  | 22 | 9  | 7  | 6  | 29 | 23 | +6   |
| 6    | Club Petrolero                   | 32  | 22 | 9  | 5  | 8  | 33 | 31 | +2   |
| 7    | Club Bolívar                     | 26  | 22 | 6  | 8  | 8  | 28 | 30 | -2   |
| 8    | Club Deportivo San José          | 25  | 22 | 6  | 7  | 9  | 30 | 34 | -4   |
| 9    | Sport Boys WarnesT               | 25  | 22 | 5  | 10 | 7  | 20 | 27 | -7   |
| 10   | Real Potosí                      | 24  | 22 | 7  | 3  | 12 | 31 | 41 | -10  |
| 11   | Club Blooming                    | 23  | 22 | 6  | 5  | 11 | 27 | 34 | -7   |
| 12   | Club Atlético Ciclón             | 20  | 22 | 6  | 2  | 14 | 30 | 49 | -19  |

|  | Qualification pour la Copa Libertadores 2017 |
|  | T : Tenant du titre                          |

### Matchs
| Résultats (▼dom., ►ext.) | BLO | BOL | CIC | NAL | OP  | PET | RPO | SJ  | SB  | TS  | UNI | WIL |
| Club Blooming            |     | 1-2 | 2-0 | 1-2 | 1-1 | 4-0 | 2-3 | 2-1 | 2-0 | 1-0 | 1-1 | 1-3 |
| Club Bolívar             | 3-1 |     | 2-0 | 1-1 | 1-0 | 2-0 | 2-0 | 1-2 | 0-1 | 1-1 | 1-1 | 0-2 |
| Club Atlético Ciclón     | 3-3 | 2-1 |     | 1-2 | 1-2 | 2-2 | 2-0 | 1-0 | 1-0 | 2-0 | 4-1 | 1-2 |
| Nacional Potosí          | 2-0 | 3-2 | 4-2 |     | 3-1 | 4-2 | 0-1 | 1-1 | 4-1 | 2-1 | 0-1 | 0-1 |
| Oriente Petrolero        | 0-2 | 3-2 | 3-0 | 2-1 |     | 1-1 | 2-0 | 1-0 | 1-1 | 0-1 | 1-1 | 1-0 |
| Club Petrolero           | 2-0 | 4-1 | 4-1 | 3-1 | 1-3 |     | 2-0 | 2-0 | 1-0 | 0-1 | 2-2 | 4-1 |
| Real Potosí              | 4-0 | 0-0 | 4-0 | 1-2 | 3-1 | 1-2 |     | 2-1 | 0-0 | 2-2 | 1-4 | 0-2 |
| Club Deportivo San José  | 0-0 | 2-0 | 5-2 | 0-0 | 0-3 | 3-0 | 2-3 |     | 1-1 | 3-2 | 1-1 | 1-3 |
| Sport Boys Warnes        | 1-1 | 1-1 | 1-0 | 3-1 | 1-1 | 1-0 | 4-0 | 2-2 |     | 1-1 | 0-0 | 1-1 |
| The Strongest La Paz     | 3-2 | 2-2 | 4-2 | 2-1 | 0-0 | 2-0 | 3-1 | 4-1 | 4-0 |     | 1-0 | 2-0 |
| Universitario de Sucre   | 2-0 | 1-1 | 3-0 | 3-3 | 2-1 | 1-1 | 4-2 | 1-2 | 2-0 | 2-0 |     | 4-2 |
| CD Jorge Wilstermann     | 1-0 | 2-2 | 4-3 | 2-1 | 1-1 | 0-0 | 4-3 | 2-2 | 3-0 | 1-0 | 2-1 |     |

## Qualifications continentales
| Rang | Équipe                              | Pts | J  | G  | N  | P  | Bp | Bc | Diff |
| ---- | ----------------------------------- | --- | -- | -- | -- | -- | -- | -- | ---- |
| 1    | The Strongest La Paz                | 77  | 44 | 22 | 11 | 11 | 81 | 50 | +31  |
| 2    | Club Deportivo Jorge WilstermannClo | 77  | 44 | 21 | 14 | 9  | 73 | 58 | +15  |
| 3    | Universitario de Sucre              | 72  | 44 | 19 | 15 | 10 | 82 | 69 | +13  |
| 4    | Sport Boys WarnesOuv                | 70  | 44 | 19 | 13 | 12 | 53 | 44 | +9   |
| 5    | Club Bolívar                        | 69  | 44 | 20 | 9  | 15 | 80 | 66 | +14  |
| 6    | Oriente Petrolero                   | 68  | 44 | 18 | 14 | 12 | 61 | 53 | +8   |
| 7    | Nacional Potosí                     | 55  | 44 | 15 | 10 | 19 | 76 | 80 | -4   |
| 8    | Club Petrolero                      | 51  | 44 | 14 | 9  | 21 | 53 | 66 | -13  |
| 9    | Club Atlético Ciclón                | 50  | 44 | 15 | 5  | 24 | 61 | 87 | -26  |
| 10   | Club Deportivo San José             | 49  | 44 | 12 | 13 | 19 | 60 | 70 | -10  |
| 11   | Club Blooming                       | 48  | 44 | 12 | 12 | 20 | 58 | 71 | -13  |
| 12   | Real Potosí                         | 41  | 44 | 12 | 5  | 27 | 62 | 89 | -27  |

|  | Qualification pour la Copa Libertadores 2017                            |
|  | Qualification pour la Copa Sudamericana 2017                            |
|  | Ouv : Vainqueur du tournoi Ouverture Clo : Vainqueur du tournoi Clôture |

## Relégation
Un classement cumulé des performances sur les quatre derniers tournois (saisons 2014-2015 et 2015-2016) permet de déterminer les clubs relégués. Le dernier de ce classement est directement relégué en deuxième division tandis que le 11e doit disputer un barrage de promotion-relégation face au 2e de Copa Simon Bolivar.
| Rang | Équipe                           | Pts    | J  | G | N | P | Bp | Bc | Diff |
| ---- | -------------------------------- | ------ | -- | - | - | - | -- | -- | ---- |
| 1    | Club Bolívar                     | 1,8295 | 88 |   |   |   |    |    |      |
| 2    | The Strongest La Paz             | 1,7727 | 88 |   |   |   |    |    |      |
| 3    | Club Deportivo Jorge Wilstermann | 1,7045 | 88 |   |   |   |    |    |      |
| 4    | Oriente Petrolero                | 1,6364 | 88 |   |   |   |    |    |      |
| 5    | Universitario de Sucre           | 1,4205 | 88 |   |   |   |    |    |      |
| 6    | Club Blooming                    | 1,2955 | 88 |   |   |   |    |    |      |
| 7    | Club Deportivo San José          | 1,2500 | 88 |   |   |   |    |    |      |
| 8    | Sport Boys Warnes                | 1,2273 | 88 |   |   |   |    |    |      |
| 9    | Real Potosi                      | 1,1818 | 88 |   |   |   |    |    |      |
| 10   | Nacional Potosi                  | 1,1818 | 88 |   |   |   |    |    |      |
| 11   | Club Petrolero                   | 1,1705 | 88 |   |   |   |    |    |      |
| 12   | Club Atlético Ciclón             | 1,1364 | 44 |   |   |   |    |    |      |

### Barrage de promotion-relégation
Le barrage se dispute en deux matchs gagnants, avec un match d'appui éventuel.
| Équipe 1       | Résultat | Équipe 2                   | Aller | Retour |
| -------------- | -------- | -------------------------- | ----- | ------ |
| Club Petrolero | 6 - 1    | (D2) Universitario de Beni | 3 - 1 | 3 - 0  |

- Les deux clubs se maintiennent dans leur championnat respectif.

## Bilan de la saison
| Championnat de Bolivie de football 2016 |                                              |
| Champion                                | Club Deportivo Jorge Wilstermann (12e titre) |
| Qualifications continentales            |                                              |
| Copa Libertadores 2017                  | Club Deportivo Jorge Wilstermann             |
| Copa Libertadores 2017                  | The Strongest La Paz                         |
| Copa Libertadores 2017                  | Sport Boys Warnes                            |
| Copa Sudamericana 2017                  | Club Bolívar                                 |
| Copa Sudamericana 2017                  | Universitario de Sucre                       |
| Copa Sudamericana 2017                  | Oriente Petrolero                            |
| Copa Sudamericana 2017                  | Nacional Potosi                              |
| Promotions et relégations               |                                              |
| Promus en Primera A                     | Club Deportivo Guabirá                       |
| Relégués en Torneo Simon Bolívar        | Club Atlético Ciclón                         |